# Myrmeleon (Myrmeleon) cavipennis
Myrmeleon (Myrmeleon) cavipennis is een insect uit de familie van de mierenleeuwen (Myrmeleontidae), die tot de orde netvleugeligen (Neuroptera) behoort. 
Myrmeleon (Myrmeleon) cavipennis is voor het eerst wetenschappelijk beschreven door Navás in 1917.